# Chuignes
Chuignes település Franciaországban, Somme megyében. Lakosainak száma 149 fő (2022. január 1.). Chuignes Cappy, Chuignolles, Fontaine-lès-Cappy, Foucaucourt-en-Santerre, Framerville-Rainecourt és Herleville községekkel határos.

## Népesség
A település népességének változása:
| Lakosok száma | 134  | 136  | 134  | 136  | 139  | 142  | 145  | 149  |
|               | 2013 | 2015 | 2017 | 2018 | 2019 | 2020 | 2021 | 2022 |